# 松室政哉
松室 政哉（まつむろ せいや、1990年1月4日 - ）は、日本のシンガーソングライター。オフィスオーガスタ所属。大阪府生まれ。通称「室くん」。血液型はO型。

## 経歴
1999年
- 小学4年、夏の家族旅行中に車で流れていたサザンオールスターズに影響され、独学で作曲を始める。

2004年
- 中学3年、堀口敦貴、北橋集、西岡拓馬と共に4人組バンド・インディカ29（インディカ・トゥエンティナイン）を結成。
- 11月21日、音楽コンテスト『TEENS' MUSIC FESTIVAL 2004』全国大会に出場。

2005年
- 3月16日、インディカ29初の全国流通盤となる1stシングル「虹をこえて」発売。

2006年
- 11月26日、音楽コンテスト『TEENS' MUSIC FESTIVAL 2006』全国大会に出場。

2007年
- 2月20日、同年2月25日に行われる心斎橋HOKAGEでのライブをもって、インディカ29が無期限の活動休止に入ることを発表。
- 2月25日、インディカ29が無期限活動休止。その後松室はシンガーソングライターとして活動を開始。
- 12月26日、インディーズ1stデモアルバム『My name is…』発売。

2008年
- 8月10日、SCHOOL OF LOCK!、TOKYO FM、Sony Music、au主催の10代のアーティストのみによるティーンエイジロックフェス“閃光ライオット”のファイナリストとして、東京ビッグサイトの野外特設ステージに出演。
- 12月25日、インディーズ2ndデモアルバム『Seventeen.』発売。

2009年
- 7月12日、インディーズ3rdデモアルバム『Thank you!!』発売。

2010年
- 4月24日、インディーズ4thデモアルバム『ぱーそなる』発売。
- 9月20日、インディーズミニアルバム『僕の部屋に音楽がやってきた。』ライブ会場限定発売。
- 12月20日、インディーズミニアルバム『ココロノヒダリテ』発売。

2011年
- 8月26日、インディーズ5thデモアルバム『つよがる。』発売。
- 12月16日、インディーズ弾き語りアルバム『at home vol.1』発売。

2012年
- 3月28日、インディーズ6thデモアルバム『MORNING BELL』発売。

2014年
- 7月26日、オフィスオーガスタが主催する夏のイベント“Augusta Camp”にオープニングアクトとして出演。また、ATSUGUA RECORDSよりインディーズシングル「オレンジ」ライブ会場限定発売。

2015年
- 7月1日、初の全国流通盤となるインディーズEP『オレンジ EP』発売。
- 7月6日、Amazon Music限定でインディーズ1stデジタルシングル「Happy Prime Day」期間限定無料配信。（同年7月15日まで）
- 9月26日、“Augusta Camp”にオープニングアクトとして出演。
- 11月12日より、同月19日までの8日間にわたるレコーディング合宿を行う。合宿期間中に制作された音源は、判明しているもので「主題歌」「息衝く」「ラブソング。」「踊ろよ、アイロニー」「Jungle Pop」「Hello innocence」「ハジマリノ鐘」「My Hero」など。
- 12月4日、ワンマンライブ『Matsumuro Seiya Live 2015 -Trailer-』開催。

2016年
- 2月24日、インディーズシングル「ラブソング。」発売。
- 7月27日、iTunes限定で配信限定サウンドトラック『CR 仄暗い水の底から サウンドトラック』配信。
- 8月19日、サウンドトラック『CR 仄暗い水の底から サウンドトラック』ライブ会場限定発売。
- 9月14日、インディーズシングル「Theme」発売。
- 9月17日、この年より、“Augusta Camp”でメインアクトの一員としてパフォーマンスを行うようになる。
- 12月2日より、ワンマンライブ『Matsumuro Seiya Live 2016 -Theme-』開催。全国2ヶ所公演を行う。

2017年
- 3月17日、ワンマンライブ『Matsumuro Seiya Live 2017 -Sequence-』開催。
- 8月23日、オフィスオーガスタ所属アーティストからなるスペシャルユニット福耳がシングル「ブライト/Swing Swing Sing」を5年ぶりにリリースし、松室政哉が加わった。[1]
- 11月1日、ユニバーサルミュージック内のAUGUSTA RECORDSより1st EP『毎秒、君に恋してる』でメジャー・デビュー。[2]

2018年
- 2月21日、2nd EP『きっと愛は不公平』発売。
表題曲「きっと愛は不公平」は史上最多タイ記録となる全国FMラジオ43局でパワープレイを獲得した。（AM局、CS局を含めると50局以上）[3]
- 5月15日より、弾き語りライブ『Matsumuro Seiya Acoustic Live 2018 “cafe de MURO”』開催。全国7ヶ所公演を行う。
- 6月21日、弾き語りワンマンライブ『Matsumuro Seiya Acoustic Live 2018 “cafe de MURO” -Special Blend-』開催。
- 7月11日、1stデジタルシングル「衝動のファンファーレ」配信。
- 9月19日、1stシングル「海月」発売。
- 10月31日、1stアルバム『シティ・ライツ』発売。
- 11月1日、メジャーデビュー1周年・1stアルバム発売記念特番「スペースシャワーTV松室政哉『シティ・ライツ』リリース記念SPECIAL」生配信。

2019年
- 2月6日より、自身初となる全国ツアー『Matsumuro Seiya Tour 2019 “City Lights”』開催。全国5ヶ所公演を行う。
- 6月6日、弾き語りワンマンライブ『Matsumuro Seiya Acoustic Live 2019“cafe de MURO” -ムロの日Special-』開催。
- 6月26日、2ndシングル「僕は僕で僕じゃない」発売。
- 7月23日より、弾き語りライブ『Matsumuro Seiya Acoustic Live 2019 “cafe de MURO”』開催。全国4ヶ所公演を行う。
- 11月1日、メジャーデビュー2周年記念ライブ『Matsumuro Seiya Anniversary Live 2019 “with Quartetto”』開催。
- 11月9日より、全国ツアー『Matsumuro Seiya Tour 2019 “ハジマリノ鐘”』開催。全国9ヶ所公演を行う。

2020年
- 3月11日、3rd EP『ハジマリノ鐘』発売。
- 6月6日、配信ライブ『Matsumuro Seiya Online Live 2020 “ウチデ見ル君想フ” -ムロの日Special-』開催。
- 11月1日、メジャーデビュー3周年記念配信ライブ『Matsumuro Seiya Anniversary Live 2020 “with Quartetto” Online』開催。

2021年
- 2月15日、“映像の音楽化”をテーマに楽曲と映像作品を連動させたリリース企画「Musicalize Project｣（ムジカライズ・プロジェクト）の始動を発表。[4]
- 3月31日、1stミニアルバム『Touch』発売。（「Musicalize Project」第1弾）
- 6月6日、弾き語りワンマンライブ『Matsumuro Seiya Live 2021 “Cafe de MURO” -ムロの日Special-』開催。
- 7月5日より、全国ツアー『Matsumuro Seiya Tour 2021 “Touch”』開催。全国3ヶ所公演を行う。
- 10月1日より、全国ツアー『Matsumuro Seiya Acoustic Tour 2021 “Touch”』開催。全国7ヶ所公演を行う。
- 11月1日、メジャーデビュー4周年記念ライブ『Matsumuro Seiya Anniversary Live 2021 “with Quartetto”』開催。
- 11月25日、大阪活動時代に過ごした仲間、ヒトリルームとの対バン「SEIYA TO HITORI」をAcoustic Music Club Someno Kyotoで開催。

2022年
- 5月4日、2ndデジタルシングル「大人の階段 駆けおりない?」配信。
- 6月29日、3rdデジタルシングル「いい感じ」配信。
- 7月7日、4thデジタルシングル「ゆけ。」配信。テレビ朝日系木曜ドラマ「六本木クラス」の挿入歌として書き下ろされた楽曲。
- 11月2日、2ndアルバム『愛だけは間違いないからね』発売。

2023年
- 1月24日より、全国ツアー『Matsumuro Seiya Tour 2023 “愛だけは間違いないからね”』開催。全国7ヶ所公演を行う。
- 3月17日、2ndアルバムを引っ提げたツアーの集大成となるバンド編成ライブ『Matsumuro Seiya Live 2023 “愛だけは間違いないからね” 〜Joyful! Joyful!〜』開催。
- 11月1日、5thデジタルシングル「ホットミルク」配信。
- 11月3日、メジャーデビュー6周年記念ライブ『Matsumuro Seiya Anniversary Live 2023 “with Quartetto”』開催。

2024年
- 2月28日、6thデジタルシングル「LOVEなシーン」配信。
- 3月30日より、弾き語りライブ『Matsumuro Seiya Acoustic Live 2024 “cafe de MURO”』春公演を開催。全国3ヶ所公演を行う。
- 5月1日、7thデジタルシングル「春のうちに」配信。
- 6月5日、8thデジタルシングル「Life is Beautiful」配信。
- 7月10日、9thデジタルシングル「ラ・タ・タ 〜すべてはフィーリング〜」配信。
- 8月14日、10thデジタルシングル「Breathing」配信。
- 8月25日、ワンマンライブ『Matsumuro Seiya Live 2024 -Angle-』開催。
- 9月18日、3rdアルバム『LABORATORY』発売。
- 10月26日より、弾き語りライブ『Matsumuro Seiya Acoustic Live 2024 “cafe de MURO”』秋公演を開催。全国15ヶ所16公演を行う。

2025年
- 1月29日、配信限定サウンドトラック『「3年C組は不倫してます。」 オリジナル・サウンドトラック』配信。
- 2月15日、3rdアルバムを引っ提げたコラボライブ『Matsumuro Seiya Live 2025 “LABORATORY”』開催。
- 4月2日、11thデジタルシングル「人生はロマネスクさ」配信。
- 4月17日、母校・和泉市立富秋中学校が、施設一体型の小中一貫校として2027年に開校する「富秋学園(仮称)」の、校歌制作を担当することを発表。
- 6月4日、12thデジタルシングル「コンバート」配信。
- 8月6日、13thデジタルシングル「渚のメイキャップ」配信。
- 9月3日、4thアルバム『Singin' in the Yellow』発売。

## 人物
キャッチコピーは「-ポップスに選ばれた男-」。自身の音楽活動と並行し、他アーティストへの楽曲提供、プロデュースも行っている。
年間300本もの映画を見るほどの映画好きとして知られ、ローチケHMVの連載コーナー“松室政哉の「ためらいシネマ」”では多数の映画解説を行っている。
学生時代、TSUTAYA和泉26号線店でアルバイトをしていた。
メジャーデビュー日は福岡県で迎えたが、風邪を拗らせ39度ほどの熱があった。「早く帰って寝たい」と思いながらも、鶏肉好きということもあって福岡名物の水炊きを食べたが、味も全く覚えていないというエピソードがある。

## 作品 (インディーズ)

### デジタル・シングル
| 作  | 配信日       | タイトル        | 備考                                                   |
| --- | ------------ | --------------- | ------------------------------------------------------ |
| 1st | 2015年7月6日 | Happy Prime Day | Amazonミュージック 期間限定無料配信（同年7月15日まで） |

### EP
| 枚  | 発売日       | タイトル    | 規格品番   | 順位  | 備考                           |
| --- | ------------ | ----------- | ---------- | ----- | ------------------------------ |
| 1st | 2015年7月1日 | オレンジ EP | XNAU-00011 | 277位 | ATSUGUA RECORDS 初の全国流通盤 |

### アルバム

#### ミニ・アルバム
| 枚  | 発売日         | タイトル                     | 規格品番 |
| --- | -------------- | ---------------------------- | -------- |
| 1st | 2010年9月20日  | 僕の部屋に音楽がやってきた。 | -        |
| 2nd | 2010年12月20日 | ココロノヒダリテ             | MATS-005 |

#### デモ・アルバム
| 枚  | 発売日         | タイトル     | 規格品番 |
| --- | -------------- | ------------ | -------- |
| 1st | 2007年12月26日 | My name is…  | -        |
| 2nd | 2008年12月25日 | Seventeen.   | MATS-002 |
| 3rd | 2009年7月12日  | Thank you!!  | -        |
| 4th | 2010年4月24日  | ぱーそなる   | MATS-004 |
| 5th | 2011年8月26日  | つよがる。   | -        |
| 6th | 2012年3月28日  | MORNING BELL | MS-006   |

#### 弾き語りアルバム
| 枚  | 発売日         | タイトル      |
| --- | -------------- | ------------- |
| 1st | 2011年12月16日 | at home vol.1 |

### サウンドトラック
| 枚  | 発売日        | タイトル                             | 規格品番 | 備考            |
| --- | ------------- | ------------------------------------ | -------- | --------------- |
| 1st | 2016年7月27日 | CR 仄暗い水の底から サウンドトラック | ATS-61   | ATSUGUA RECORDS |

## 作品 (メジャー)

### シングル
| 枚  | 発売日        | タイトル           | 規格品番   | 初収録アルバム | 順位 |
| --- | ------------- | ------------------ | ---------- | -------------- | ---- |
| 1st | 2018年9月19日 | 海月               | UMCA-50055 | シティ・ライツ | 33位 |
| 2nd | 2019年6月26日 | 僕は僕で僕じゃない | UMCA-50056 | -              | 79位 |

### デジタル・シングル
| 作   | 配信日        | タイトル                            | 初収録アルバム           |
| ---- | ------------- | ----------------------------------- | ------------------------ |
| 1st  | 2018年7月11日 | 衝動のファンファーレ                | シティ・ライツ           |
| 2nd  | 2022年5月4日  | 大人の階段 駆けおりない?            | 愛だけは間違いないからね |
| 3rd  | 2022年6月29日 | いい感じ                            | 愛だけは間違いないからね |
| 4th  | 2022年7月7日  | ゆけ。                              | 愛だけは間違いないからね |
| 5th  | 2023年11月1日 | ホットミルク                        | LABORATORY               |
| 6th  | 2024年2月28日 | LOVEなシーン                        | LABORATORY               |
| 7th  | 2024年5月1日  | 春のうちに                          | LABORATORY               |
| 8th  | 2024年6月5日  | Life is Beautiful                   | LABORATORY               |
| 9th  | 2024年7月10日 | ラ・タ・タ 〜すべてはフィーリング〜 | LABORATORY               |
| 10th | 2024年8月14日 | Breathing                           | LABORATORY               |
| 11th | 2025年4月2日  | 人生はロマネスクさ                  | Singin' in the Yellow    |
| 12th | 2025年6月4日  | コンバート                          | Singin' in the Yellow    |
| 13th | 2025年8月6日  | 渚のメイキャップ                    | Singin' in the Yellow    |

### EP
| 枚  | 発売日        | タイトル           | 規格品番                                                        | 表題曲初収録アルバム | 順位 |
| --- | ------------- | ------------------ | --------------------------------------------------------------- | -------------------- | ---- |
| 1st | 2017年11月1日 | 毎秒、君に恋してる | Augusta Camp 会場限定盤 CD+DVD：PROS-1907 通常盤 CD：UMCA-10054 | シティ・ライツ       | 30位 |
| 2nd | 2018年2月21日 | きっと愛は不公平   | 初回限定盤 CD+DVD：UMCA-19055 通常盤 CD：UMCA-10055             | シティ・ライツ       | 49位 |
| 3rd | 2020年3月11日 | ハジマリノ鐘       | UMCA-10073                                                      | -                    | 73位 |

### アルバム

#### ミニ・アルバム
| 枚  | 発売日        | タイトル | 規格品番   | 順位  |
| --- | ------------- | -------- | ---------- | ----- |
| 1st | 2021年3月31日 | Touch    | UMCA-10081 | 170位 |

#### オリジナル・アルバム
| 枚  | 発売日         | タイトル                 | 規格品番                                            | 順位 |
| --- | -------------- | ------------------------ | --------------------------------------------------- | ---- |
| 1st | 2018年10月31日 | シティ・ライツ           | 初回限定盤 CD+DVD：UMCA-19058 通常盤 CD：UMCA-10061 | 41位 |
| 2nd | 2022年11月2日  | 愛だけは間違いないからね | UMCA-10090                                          | 圏外 |
| 3rd | 2024年9月18日  | LABORATORY               | UMCA-10157                                          | -    |
| 4th | 2025年9月3日   | Singin' in the Yellow    | UMCA-10162                                          | -    |

### サウンドトラック
| 作  | 配信日        | タイトル                                                | 備考                                |
| --- | ------------- | ------------------------------------------------------- | ----------------------------------- |
| 1st | 2025年1月29日 | 「3年C組は不倫してます。」 オリジナル・サウンドトラック | NIPPON TELEVISION MUSIC CORPORATION |

## その他の音楽活動

### 楽曲提供・プロデュース
| アーティスト       | 担当             | 楽曲                       | 初出                                                |
| ------------------ | ---------------- | -------------------------- | --------------------------------------------------- |
| メロディーキッチン | 編曲             | Precious                   | 『THIS IS POP!』（2013年）                          |
| 向井太一           | 編曲             | Never                      | 『Never』（2013年）                                 |
| 向井太一           | 編曲             | Echo                       | 『Echo』（2013年）                                  |
| 向井太一           | 編曲             | This Is Me                 | 『POOL』（2016年）                                  |
| 向井太一           | 編曲             | POOL                       | 『POOL』（2016年）                                  |
| BENI               | 作曲・編曲       | 横顔                       | 『Undress』（2015年）                               |
| 福耳               | 作曲・編曲       | イッツ・オールライト・ママ | 『イッツ・オールライト・ママ』（2018年）            |
| 福耳               | 作曲・編曲       | 2人のコンプライアンス      | 『Augusta HAND × HAND』（2020年）                   |
| 福耳               | 編曲             | Rewrite                    | 『Augusta HAND × HAND』（2020年）                   |
| 村上佳佑           | 作曲・編曲       | モノクロ世界               | 『Circle』（2018年）                                |
| 村上佳佑           | 編曲             | Alright                    | 『Alright』（2022年）                               |
| 村上佳佑           | 編曲             | なんのために               | 『なんのために』（2022年）                          |
| M!LK               | 作詞・作曲・編曲 | 嫌い                       | 『ERA』（TYPE-A・WIZY限定盤、2019年）               |
| M!LK               | 作詞・作曲・編曲 | リンガベル                 | 『GO GO 2021 M!LK YEAR』（2020年）                  |
| CUBERS             | 作曲・編曲       | あたらしい生活             | 『あたらしい生活』（2021年）                        |
| ばんばんざい       | 作曲・編曲       | ラテ                       | 『ラテ』（2021年）                                  |
| 世が世なら!!!      | 作曲・編曲       | いとしき世界               | 『世が世なら!!!』（2022年）                         |
| 世が世なら!!!      | 作曲・編曲       | たりないぶんはキスをして   | 『人生敗者復活戦』（2023年）                        |
| 上野優華           | 作曲・編曲       | Amber                      | 『恋愛シグナル』（2023年）                          |
| 杉山清貴           | 作曲・編曲       | Goodbye day                | 『FREEDOM』（2023年）                               |
| 山崎まさよし       | 編曲             | 辛屋の歌                   | ミツカン鍋つゆ辛屋「辛屋の歌」篇 CMソング（2023年） |
| THE SUPER FRUIT    | 作曲・編曲       | 青い果実                   | 『青い果実』（2023年）                              |
| THE SUPER FRUIT    | 作曲・編曲       | I My Me Meow               | 『青い果実』（2023年）                              |
| 鷹嶺ルイ           | 作曲・編曲       | 夢ができたの               | 『Liberty』（2024年）                               |
| 岸本ゆめの         | 作曲・編曲       | ずっと、星。               | 『ずっと、星。』（2025年）                          |
| 峯脇               | 作曲             | マシンガンラブ             | 『峯脇 / POCKET PANiC』（2025年）                   |

### 参加楽曲
| アーティスト | 楽曲                                    | 初出                                                             |
| ------------ | --------------------------------------- | ---------------------------------------------------------------- |
| 福耳         | ブライト                                | 『ブライト/Swing Swing Sing』（2017年）                          |
| 福耳         | Swing Swing Sing                        | 『ブライト/Swing Swing Sing』（2017年）                          |
| 福耳         | イッツ・オールライト・ママ              | 『イッツ・オールライト・ママ』（2018年）                         |
| 福耳         | メロディー 〜君のために作ったんだから〜 | 『シンガーとソングライター 〜COIL 20th Anniversary〜』（2018年） |

### 参加作品
| アルバム                                                        | 楽曲         |
| --------------------------------------------------------------- | ------------ |
| 『閃光ライオット2008』                                          | 涙がいっぱい |
| 『ボクと君 (Original Soundtrack)』                              |              |
| 海月                                                            |              |
| 純平のテーマ (One More Time, One More Chance Instrumental ver.) |              |
| 純平と春香のテーマ (鱗(うろこ) Instrumental ver.)               |              |
| 二人                                                            |              |
| 春香と一郎のテーマ (奏(かなで) Instrumental ver.)               |              |
| なつきのテーマ (海月 Instrumental ver.)                         |              |
| ボクと君                                                        |              |
| 『Augusta HAND × HAND』                                         |              |
| 愛を歌う                                                        |              |
| 2人のコンプライアンス                                           |              |
| Rewrite                                                         |              |

### 劇伴
| 年     | 作品                       | 備考                               |
| ------ | -------------------------- | ---------------------------------- |
| 2020年 | 「ボクと君」               | OFFICE AUGUSTA presents SHORT FILM |
| 2021年 | 「ボーダレス」             | NTTドコモひかりTVオリジナルドラマ  |
| 2022年 | 「教祖のムスメ」           | 毎日放送ドラマ特区                 |
| 2022年 | 「キャンセル兄ちゃん」     | 短編映画                           |
| 2023年 | 「アカイリンゴ」           | 朝日放送テレビドラマ+              |
| 2023年 | 「アクトレス」             | NTTドコモLeminoオリジナルドラマ    |
| 2024年 | 「3年C組は不倫してます。」 | 日本テレビ系ドラマDEEP             |
| 2025年 | 「ひとりだちあおちゃん」   | 短編映画                           |

## タイアップ
| 起用年 | 楽曲                     | タイアップ                                                                         |
| ------ | ------------------------ | ---------------------------------------------------------------------------------- |
| 2014年 | 何でもない毎日           | 「ぐるなびウエディング」WEB CMソング                                               |
| 2015年 | オレンジ                 | なんぼや「BRAND REUSE NANBOYA」CMソング                                            |
| 2015年 | Happy Prime Day          | Amazon.com 20周年キャンペーンソング                                                |
| 2015年 | 写真少年の憂鬱           | 鳥取市「すごい！鳥取市」CMソング                                                   |
| 2015年 | ベリメリクリ (仮)        | セイコーマート 2015クリスマスCMソング                                              |
| 2016年 | Theme                    | クラレ「髙梨沙羅 ときめき」篇 CMソング                                             |
| 2018年 | 衝動のファンファーレ     | 日清食品カップヌードル「熱湯コート園 篇」CMソング                                  |
| 2018年 | 衝動のファンファーレ     | GYAO!「私のAIする王子様−AIプリ−」テーマソング                                      |
| 2019年 | 僕は僕で僕じゃない       | テレビ埼玉「マチコミ」7月度エンディングテーマ                                      |
| 2020年 | 海月                     | OFFICE AUGUSTA presents SHORT FILM『ボクと君』第四話ストーリーテーマソング         |
| 2020年 | My Hero                  | ウインドサーフィンワールドカップ 横須賀・三浦大会 2020CMソング                     |
| 2021年 | hanbunko                 | ルナシティ同志社山手「育みの街篇 2021春」CMソング                                  |
| 2022年 | ゆけ。                   | テレビ朝日系木曜ドラマ「六本木クラス」挿入歌                                       |
| 2023年 | 愛だけは間違いないからね | BS松竹東急土曜ドラマ「かりあげクン」主題歌                                         |
| 2023年 | dopamine                 | スマイルリゾート「2022/23 ウィンターシーズン」CMソング                             |
| 2023年 | AS ONE                   | 日東リバティCMソング                                                               |
| 2024年 | Life is Beautiful        | 幕間コントドラマ「お相手は、村松薫でした。」テーマソング                           |
| 2025年 | コンバート               | テレビ東京系アニメ「ボールパークでつかまえて!」第10話 スペシャルエンディングテーマ |
| 2025年 | 人生はロマネスクさ       | フジテレビ系「サン!シャイン」8月・9月エンディングソング                            |

## ミュージック・ビデオ
| 発表年 | 曲名                                    | 監督       | キャスト                                                        |
| ------ | --------------------------------------- | ---------- | --------------------------------------------------------------- |
| 2017年 | 「毎秒、君に恋してる」                  | 掛川康典   | 井桁弘恵                                                        |
| 2018年 | 「きっと愛は不公平」                    | 松室政哉   | 長村航希 萩原みのり                                             |
| 2018年 | 「衝動のファンファーレ」                | 栗山健一   | 原沢侑高 小山悠 三河悠冴 福田愛依 長村航希 萩原みのり           |
| 2018年 | 「海月」                                | 大澤健太郎 | -                                                               |
| 2019年 | 「僕は僕で僕じゃない」                  | 白山孝誌   | -                                                               |
| 2020年 | 「ハジマリノ鐘」                        | 白山孝誌   | 箭内夢菜 嶋村友美                                               |
| 2020年 | 「にらめっこ」                          | 酒井貴弘   | 柚木律 ちばこころ 二本柳亮 (アマリリス) つじかりん 他           |
| 2021年 | 「ai」                                  | 内山拓也   | 井之脇海 福地桃子                                               |
| 2022年 | 「いい感じ」                            | 中山佳香   | 花柳のぞみ                                                      |
| 2023年 | 「ホットミルク」                        | 齊藤公太郎 | 日咲美音                                                        |
| 2024年 | 「ラ・タ・タ 〜すべてはフィーリング〜」 | 櫛本晃児   | -                                                               |
| 2024年 | 「Breathing」                           | 櫛本晃児   | -                                                               |
| 2025年 | 「フレンチブルドッグ」                  | 松室政哉   | 賀屋壮也 (かが屋) 柚木みいな 橋本裕充 松室政哉 宇田川佳奈枝     |
| 2025年 | 「人生はロマネスクさ」                  | 松室政哉   | 松室政哉 斎藤亜美 古内裕麻 Vaughan 橋本裕充 橋本小緒里 えーいち |
| 2025年 | 「コンバート」                          | 松室政哉   | -                                                               |

## 出演

### テレビドラマ
- かりあげクン 第11話（2023年3月18日、BS松竹東急） - 居酒屋の店員役
- 夕暮れに、手をつなぐ 最終話（2023年3月21日、TBS） - レコーディングエンジニア役
  - 劇中では「まっちゃん」と呼ばれている
  - 劇中曲の一部を制作

### 映画
- OFFICE AUGUSTA presents SHORT FILM『ボクと君』（2020年） - 藤田役
- 短編映画『キャンセル兄ちゃん』（2022年） - 店員役

### CM
- 家庭教師のトライ『シンガーおんじ 篇』（2022年、ナレーション・歌）[14]

### ラジオ番組
- 松室政哉のタワゴト（東海ラジオ、2015年10月 - 2020年9月）
- Harmonic Groove!!（ラジオ日本、2015年10月 - 2018年3月）
- ONE SCENE（J-WAVE、2018年1月5日 - 1月26日、1か月限定）
- 杏子のSpice of Life with FUKUMIMI（JFN、2018年4月 - 2019年3月）
- 福耳20th Anniversary Augusta Caravan in RKB（RKBラジオ、2018年4月 - 9月）
- 杏子と政哉のSpice of Life GOLD（JFN、2019年4月 - 2024年3月）